# Andrzej z Kokorzyna
Andrzej z Kokorzyna, Andreas de Cokorzino (ur. ok. 1379, zm. ok. 1435) – polski filozof, teolog i duchowny katolicki, profesor Akademii Krakowskiej i kilkukrotny rektor tej uczelni; pełnił też funkcje krakowskiego archidiakona i sandomierskiego scholastyka.
Jako filozof przedstawiał nominalizm, a w teologii zwalczał husytyzm.

## Życiorys
Był synem Wisława z Kokorzyna pod Kościanem (Wielkopolska). Po studiach w Pradze (uzyskał tam w roku 1399 bakalaureat, a następnie magisterium z nauk wyzwolonych) uczył się na Uniwersytecie Krakowskim. W roku 1402 został magistrem filozofii, nieco później wykładał na wydziale artium. Potem podjął studia teologii: z początkiem roku 1425 występował jako bakałarz formatus, a magister teologii od półrocza 1425/1426. Od roku 1404 wykładał stale w Akademii Krakowskiej, przed półroczem 1408/1409 przyjął święcenia kapłańskie i został rektorem uczelni w półroczu 1408/1409 (jeszcze dwukrotnie w roku 1426 i 1429). Dziekan wydziału filozofii (półrocze 1406/1407). W roku 1410 zbliżył się do Elżbiety Granowskiej (1370–1420), a po jej wyniesieniu na królową przebywał prawdopodobnie w jej otoczeniu. W 1417 poseł króla Polski Władysława Jagiełły na sobór w Konstancji. Proponowanej mu w 1420 roku godności biskupa przemyskiego nie przyjął. W roku 1424 został kanclerzem królowej Zofii Holszańskiej. Archidiakon krakowski (od końca roku 1428) przy kardynale Zbigniewie Oleśnickim. Jako teolog był scholastykiem-dialektykiem tomistą. Występował przeciw husytom: w roku 1431 uczestniczył w dyspucie z poselstwem husyckim w Krakowie. Uważany przez Jędrzeja Gałkę z Dobczyna za najwybitniejszego filozofa o poglądach nominalistycznych na uczelni krakowskiej na początku XV wieku.

## Twórczość
Obok komentarza do I ks. Sentencji P. Lombarda (rkp. BJ 1525), napisanego pod wpływem Grzegorza z Rimini, napisał także komentarz do Fizyki Arystotelesa pt. Puncta super octo libros Physicorum, powstały zapewne około roku 1406/1407 i który zachował się jedynie w późniejszej przeróbce. Zachowały się także dwa jego kazania (rkp BJ 2372) oraz traktat o Komunii pod dwiema postaciami (Tractatus de communione sub utraque specie, rkp BJ 425), w którym polemizował z husytami. Pozostawił jeszcze niedokończony podręcznik dla kleru pt. Speculum sacerdotum (rkp.: BJ 2600, 2213, Oss. 380).

### Ważniejsze dzieła
- Sermo ad clerum, niewydane, rękopis Biblioteki Jagiellońskiej nr 2372
- Tractatus de communione sub utraque specie, niewydane, rękopisy: Biblioteka Jagiellońska nr 425, Biblioteka Watykańska, (antyhusycki traktat o komunii pod dwiema postaciami)
- Speculum sacerdotum [2](vel: Tractatus super officium missae), powst. 1425; zachowała się część pierwsza pt. Interpretatio canonis; fragm. wstępu ogł. M. Wiszniewski Historia literatury polskiej, t. 5, Kraków 1843, s. 14-15; wstęp z tekstów Biblioteki Jagiellońskiej ogł. B. Ulanowski Scriptores Rerum Polonicarum, t. 13 (1889), s. 218; z tekstu Ossolineum wyd. J. Fijałek "Studia do dziejów uniwersytetu krakowskiego...", Rozprawy AU Wydział Filologiczny, t. 29 (1899) i odb., Kraków 1898; fragmenty wstępu w przekł. polskim: R. Heck i E. Maleczyńska Ruch husycki w Polsce. Wybór tekstów źródłowych (do r. 1454), Wrocław 1953; kopie: rękopisy Biblioteki Jagiellońskiej nr 2600, 2213; rękopis Ossolineum nr 380/II; podręcznik – niedokończony – dla duchowieństwa parafialnego o odprawianiu mszy świętej i szafowaniu sakramentami